# Поверхность Ферми
Поверхность Ферми — поверхность постоянной энергии в k-пространстве, равной энергии Ферми в металлах или вырожденных полупроводниках. Знание формы поверхности Ферми играет важную роль во всей физике металлов и вырожденных полупроводников, так как благодаря вырожденности электронного газа транспортные свойства его, такие как проводимость, магнетосопротивление зависят только от электронов вблизи поверхности Ферми. Поверхность Ферми разделяет заполненные состояния от пустых при абсолютном нуле температур.
Более сложная форма поверхности Ферми металлов по сравнению с вырожденными полупроводниками объясняется тем, что одну и ту же энергию Ферми пересекают сразу несколько частично заполненных зон. 
Основным способом экспериментального определения топологии поверхности Ферми являются гальваномагнитные измерения.